# Liste des intercommunalités du Puy-de-Dôme

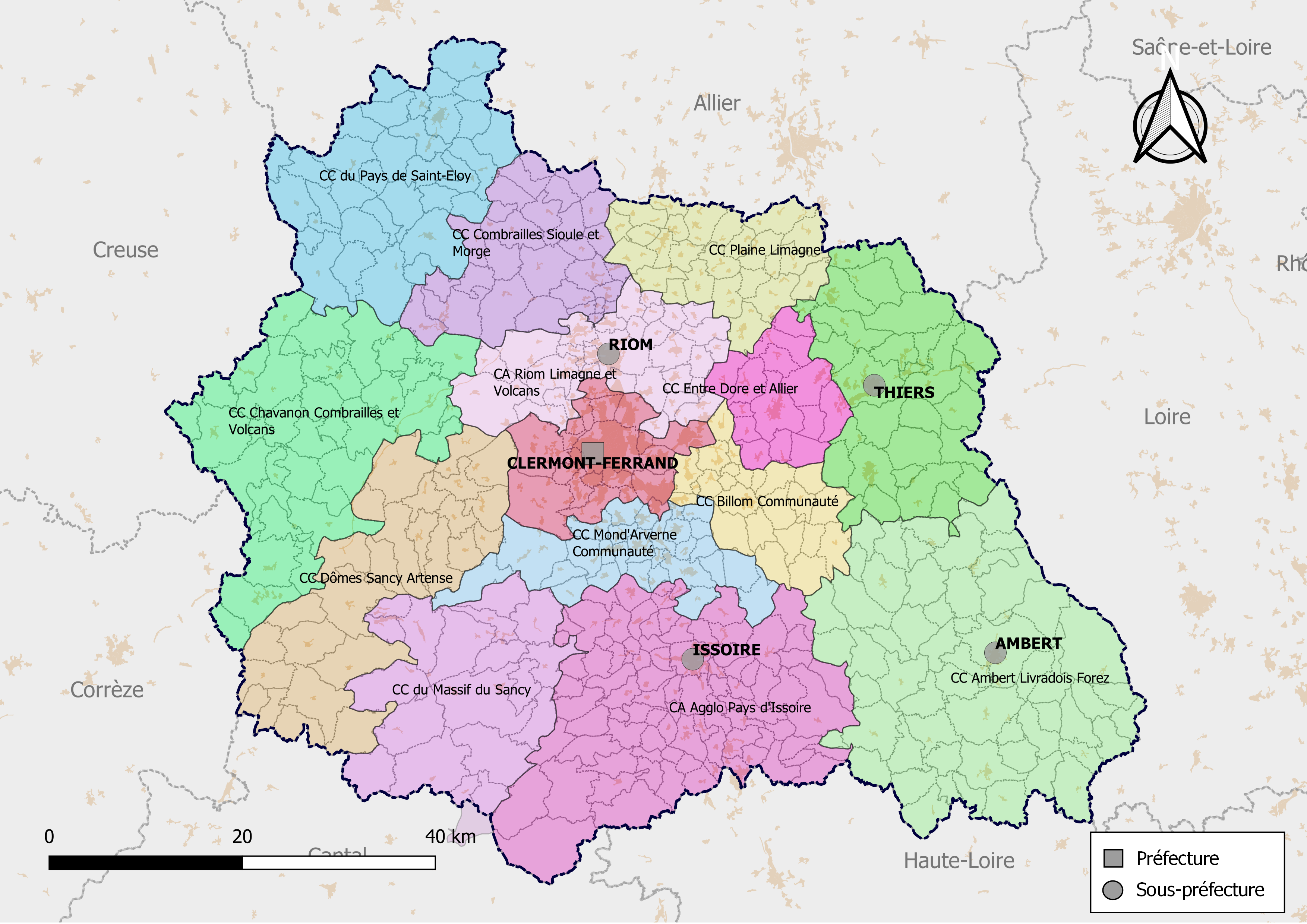
Carte des EPCI du Puy-de-Dôme au 1er janvier 2021.

Au 1er janvier 2023, le département du Puy-de-Dôme compte 14 établissements publics de coopération intercommunale à fiscalité propre dont le siège est dans le département (1 métropole, 2 communautés d'agglomération et 11 communautés de communes), dont un qui est interdépartemental.
Avant la réforme intercommunale, en 2016, le département comptait une communauté d'agglomération et 43 communautés de communes.

## Carte
| | Liste des pays, des PETR et des intercommunalités |
| Grand Clermont - Clermont Auvergne Métropole - Billom Communauté (cc) - Mond'Arverne Communauté (cc) - Communauté d'agglomération Riom Limagne et Volcans Pays de la Vallée de la Dore- Communauté de communes Thiers Dore et Montagne - Communauté de communes Ambert Livradois Forez - Communauté de communes Entre Dore et Allier Pays d'Issoire - Val d'Allier Sud - Agglo Pays d'Issoire (ca) | Pays des Combrailles - Communauté de communes Chavanon Combrailles et Volcans - Communauté de communes Combrailles Sioule et Morge - Communauté de communes du Pays de Saint-Éloy Pays du Grand Sancy - Communauté de communes du Massif du Sancy (19 communes dans le Puy-de-Dôme, 1 commune dans le Cantal) - Communauté de communes Dômes Sancy Artense Pays Vichy-Auvergne (Puy-de-Dôme et Allier) - Communauté de communes Plaine Limagne |

## Liste des intercommunalités en 2025
| Forme juridique            | Nom                                | no SIREN  | Date de création | Nombre de communes         | Population (der. pop. légale) | Superficie (km2) | Densité (hab./km2) | Siège                | Président          |
| -------------------------- | ---------------------------------- | --------- | ---------------- | -------------------------- | ----------------------------- | ---------------- | ------------------ | -------------------- | ------------------ |
| Métropole                  | Clermont Auvergne Métropole        | 246300701 | 24 décembre 1999 | 21                         | 295 821 (2021)                | 300,60           | 984                | Clermont-Ferrand     | Olivier Bianchi    |
| Communauté d'agglomération | CA Riom Limagne et Volcans         | 200070753 | 1er janvier 2017 | 31                         | 67 978 (2021)                 | 401,80           | 169                | Riom                 | Frédéric Bonnichon |
| Communauté d'agglomération | CA Agglo Pays d'Issoire            | 200070407 | 1er janvier 2017 | 87                         | 56 594 (2021)                 | 1 017,90         | 56                 | Issoire              | Bertrand Barraud   |
| Communauté de communes     | CC Mond'Arverne Communauté         | 200069177 | 1er janvier 2017 | 27                         | 40 804 (2021)                 | 307,30           | 133                | Veyre-Monton         | Pascal Pigot       |
| Communauté de communes     | CC Thiers Dore et Montagne         | 200070712 | 1er janvier 2017 | 30                         | 36 707 (2021)                 | 624,40           | 59                 | Thiers               | Tony Bernard       |
| Communauté de communes     | CC Ambert Livradois Forez          | 200070761 | 1er janvier 2017 | 58                         | 27 571 (2021)                 | 1 229,80         | 22                 | Ambert               | Daniel Forestier   |
| Communauté de communes     | CC Billom Communauté               | 200067627 | 1er janvier 2017 | 25                         | 25 987 (2021)                 | 276,50           | 94                 | Billom               | Gérard Guillaume   |
| Communauté de communes     | CC Plaine Limagne                  | 200071199 | 1er janvier 2017 | 25                         | 21 391 (2021)                 | 352,80           | 61                 | Aigueperse           | Claude Raynaud     |
| Communauté de communes     | CC Combrailles Sioule et Morge     | 200072098 | 1er janvier 2017 | 29                         | 19 646 (2021)                 | 427,0            | 46                 | Manzat               | Sébastien Guillot  |
| Communauté de communes     | CC entre Dore et Allier            | 246301097 | 18 décembre 1998 | 14                         | 19 538 (2021)                 | 229,10           | 85                 | Lezoux               | Elisabeth Brussat  |
| Communauté de communes     | CC du Pays de Saint-Éloy           | 200072080 | 1er janvier 2017 | 34                         | 15 492 (2021)                 | 683,50           | 23                 | Saint-Éloy-les-Mines | Laurent Dumas      |
| Communauté de communes     | CC Chavanon Combrailles et Volcans | 200071215 | 1er janvier 2017 | 36                         | 12 642 (2021)                 | 840,10           | 15                 | Pontaumur            | Cédric Rougheol    |
| Communauté de communes     | CC Dômes Sancy Artense             | 200069169 | 1er janvier 2017 | 27                         | 12 586 (2021)                 | 690,70           | 18                 | Rochefort-Montagne   | Alain Mercier      |
| Communauté de communes     | CC du Massif du Sancy              | 246300966 | 10 décembre 1999 | 20 (dont 1 dans le Cantal) | 9 598 (2021)                  | 605,70           | 16                 | Mont-Dore            | Lionel Gay         |

Toutes les structures intercommunales du département appliquent la fiscalité professionnelle unique.
Par arrêté préfectoral du 22 décembre 2017, la communauté de communes Riom Limagne et Volcans devient une communauté d'agglomération.
Par décret du 27 décembre 2017, la communauté urbaine Clermont Auvergne Métropole devient une métropole.

## Évolution de l'intercommunalité dans les années 2010

### L'intercommunalité à l'issue du premier SDCI de 2011
Au 1er janvier 2011, le département du Puy-de-Dôme était composé de 44 intercommunalités à fiscalité propre mais comptait encore dix-neuf communes non rattachées à un établissement public de coopération intercommunale (EPCI), ainsi que 188 syndicats de communes et syndicats mixtes. Le schéma départemental de coopération intercommunale (SDCI) du 22 décembre 2011 prévoyait la disparition des communes isolées, c'est-à-dire n'étant rattachées à aucun EPCI, et « la résorption des discontinuités territoriales autour de la réorganisation des EPCI à fiscalité propre » touchant les communautés de communes : une création, huit périmètres modifiés et deux fusions.
À l'issue des opérations menées par ce SDCI, cinq communes ont adhéré à un EPCI en 2012 : Compains, Espinchal, Saint-Pierre-Colamine, Saint-Victor-la-Rivière et Valbeleix ont intégré la CC du Massif du Sancy, et quatre autres en 2013 : Saint-Sulpice à la communauté de communes Sioulet-Chavanon ; Labessette à Sancy-Artense Communauté ; Authezat à Gergovie Val d'Allier Communauté ; Joze à la communauté de communes entre Dore et Allier. En outre, Châteauneuf-les-Bains quitte la CC Cœur de Combrailles pour rejoindre celle de Manzat.
Le 1er janvier 2013, les communautés de communes de Billom - Saint-Dier et de la Vallée du Jauron fusionnent et une communauté de communes centrée sur Saint-Éloy-les-Mines est créée.
Un autre projet devait aboutir à la disparition de la communauté de communes des Coteaux de l'Allier, laquelle accusait un périmètre discontinu et une population inférieure à 5 000 habitants. Ainsi, au 1er janvier 2014, deux communes de la CC des Coteaux de l'Allier rejoignaient une autre communauté de communes : Usson (plus la commune « isolée » de Varennes-sur-Usson) à la communauté de communes du Pays de Sauxillanges et Montpeyroux à Couze Val d'Allier. Néanmoins le projet de fusion avec Issoire Communauté n'a pas abouti.

### Situation en 2015
En 2015, le département du Puy-de-Dôme comptait 213 structures intercommunales, dont 44 établissements publics de coopération intercommunale (EPCI) à fiscalité propre dont le siège est dans le département : une communauté d'agglomération et 43 communautés de communes regroupant 469 des 470 communes du département.
En outre, le département comprend 54 SIVU, 41 SIVOM, 27 syndicats mixtes fermés et 46 ouverts, ainsi qu'un pôle d'équilibre territorial et rural (Grand Clermont).
Les 44 EPCI à fiscalité propre comptaient en moyenne 14 891 habitants, la moins peuplée en comptant 2 024 et la plus peuplée 290 356,.
Ces EPCI sont listés dans le tableau ci-dessous :
| Communauté d'agglomération                                                   | CA Clermont Communauté                       | 246300701         | FPU               | 24/12/1999        | Clermont-Ferrand         | Olivier Bianchi      | 21                                  | 295821                    | 300.60                        | 984,0  |
| Communauté de communes                                                       | CC du Pays d'Arlanc                          | 246300651         | FPU               | 23/12/1992        | Arlanc                   | Jean-Claude Daurat   | 9                                   | 3838                      | 162.16                        | 23,70  |
| Communauté de communes                                                       | CC de la Montagne Thiernoise                 | 246300669         | FPU               | 24/12/1993        | Celles-sur-Durolle       | Olivier Chambon      | 9                                   | 7629                      | 199.29                        | 38,30  |
| Communauté de communes                                                       | CC Sancy Artense Communauté                  | 246300677         | FPU               | 24/12/1993        | La Tour-d'Auvergne       | François Marion      | 13                                  | 4902                      | 377.09                        | 13,00  |
| Communauté de communes                                                       | CC du Pays de Menat                          | 246300685         | FPU               | 24/12/1993        | Menat                    | Bernard Duverger     | 12                                  | 3867                      | 193.53                        | 20,00  |
| Communauté de communes                                                       | CC de Limagne d'Ennezat                      | 246300693         | FPU               | 24/12/1993        | Ennezat                  | Claude Boilon        | 14                                  | 14293                     | 143.04                        | 99,90  |
| Communauté de communes                                                       | CC des Coteaux de l'Allier                   | 246300784         | FPU               | 26/12/1994        | Orbeil                   | Bernard Igonin       | 6                                   | 3767                      | 59.46                         | 63,40  |
| Communauté de communes                                                       | CC du Pays de Cunlhat                        | 246300735         | FPU               | 19/05/1994        | Cunlhat                  | Gérard Grenier       | 7                                   | 3453                      | 153.18                        | 22,50  |
| Communauté de communes                                                       | CC des Puys et Couzes                        | 246300776         | FPU               | 26/12/1994        | Champeix                 | Roger Jean Meallet   | 16                                  | 5650                      | 133.41                        | 42,40  |
| Communauté de communes                                                       | CC des Côtes de Combrailles                  | 246300800         | FPU               | 20/12/1996        | Combronde                | Bernard Lambert      | 12                                  | 7289                      | 105.08                        | 69,40  |
| Communauté de communes                                                       | CC du Pays d'Olliergues                      | 246300818         | FPU               | 30/12/1996        | Olliergues               | Yves Fournet-Fayard  | 6                                   | 2808                      | 106.75                        | 26,30  |
| Communauté de communes                                                       | CC Manzat Communauté                         | 246300834         | FPU               | 22/12/1997        | Manzat                   | Jean Marie Mouchard  | 9                                   | 8591                      | 209.03                        | 41,10  |
| Communauté de communes                                                       | CC Couze Val d'Allier                        | 246300842         | FPU               | 24/12/1997        | Chadeleuf                | Jean Pierre Sauvant  | 7                                   | 5604                      | 46.61                         | 120,20 |
| Communauté de communes                                                       | CC du Lembron Val d'Allier                   | 246300883         | FPU               | 30/12/1998        | Saint-Germain-Lembron    | Pierre Ravel         | 17                                  | 7545                      | 122.84                        | 61,40  |
| Communauté de communes                                                       | CC entre Dore et Allier                      | 246301097         | FPU               | 18/12/1998        | Lezoux                   | Florent Moneyron     | 14                                  | 19538                     | 229.10                        | 85,30  |
| Communauté de communes                                                       | CC Nord Limagne                              | 246301006         | FPU               | 01/12/1999        | Aigueperse               | Luc Chaput           | 12                                  | 9076                      | 148.60                        | 61,10  |
| Communauté de communes                                                       | CC du Haut-Livradois                         | 246300974         | FPU               | 25/11/1999        | Fournols                 | Jean-Luc Coupat      | 15                                  | 3426                      | 299.40                        | 11,40  |
| Communauté de communes                                                       | CC du Pays d'Ambert                          | 246301105         | FPU               | 24/12/1999        | Ambert                   | Guy Gorbinet         | 7                                   | 9423                      | 177.80                        | 53,00  |
| Communauté de communes                                                       | CC Ardes Communauté                          | 246300990         | FPU               | 15/12/1999        | Ardes                    | Bernard Veissiere    | 15                                  | 2028                      | 330.90                        | 6,10   |
| Communauté de communes                                                       | CC du Pays de Courpière                      | 246301014         | FPU               | 17/12/1999        | Courpière                | Michel Gonin         | 10                                  | 8264                      | 188.00                        | 44,00  |
| Communauté de communes                                                       | CC de Rochefort-Montagne                     | 246300909         | FPU               | 05/10/1999        | Rochefort-Montagne       | Alain Mercier        | 14                                  | 7412                      | 317.74                        | 23,30  |
| Communauté de communes                                                       | CC Gergovie Val d'Allier Communauté          | 246300933         | FPU               | 16/12/1999        | Veyre-Monton             | Yves Fafournoux      | 11                                  | 20175                     | 82.37                         | 244,90 |
| Communauté de communes                                                       | CC Cœur de Combrailles                       | 246300917         | FPU               | 25/10/1999        | Saint-Gervais-d'Auvergne | Bernard Favier       | 10                                  | 4153                      | 261.44                        | 15,90  |
| Communauté de communes                                                       | CC Les Cheires                               | 246300982         | FPU               | 16/12/1999        | Saint-Amant-Tallende     | Serge Touret         | 11                                  | 11547                     | 183.34                        | 63,00  |
| Communauté de communes                                                       | CC de la Vallée de l'Ance                    | 246301022         | FPU               | 13/12/1999        | Saillant                 | Michel Bravard       | 10                                  | 3041                      | 223.35                        | 13,60  |
| Communauté de communes                                                       | CC du Pays de Sauxillanges                   | 246301048         | FPU               | 16/12/1999        | Sauxillanges             | Vincent Challet      | 17                                  | 6500                      | 202.62                        | 32,10  |
| Communauté de communes                                                       | CC du Massif du Sancy                        | 246300966         | FPU               | 10/12/1999        | Mont-Dore                | Lionel Gay           | 16                                  | 9598                      | 605.70                        | 15,80  |
| Communauté de communes                                                       | CC Sioulet-Chavanon                          | 246301071         | FPU               | 10/12/1999        | Bourg-Lastic             | Boris Souchal        | 12                                  | 3662                      | 299.65                        | 12,20  |
| Communauté de communes                                                       | CC de Pionsat                                | 246300958         | FPU               | 13/12/1999        | Pionsat                  | François Brunet      | 10                                  | 2581                      | 165.24                        | 15,60  |
| Communauté de communes                                                       | CC de Haute Combraille                       | 246300925         | FPU               | 02/11/1999        | Pontaumur                | Cédric Rougheol      | 17                                  | 5207                      | 389.64                        | 13,40  |
| Communauté de communes                                                       | CC Riom-Communauté                           | 246301055         | FPU               | 09/12/1999        | Riom                     | Pierre Pecoul        | 11                                  | 32088                     | 91.87                         | 349,30 |
| Communauté de communes                                                       | CC Mur ès Allier                             | 246301113         | FPU               | 16/12/1999        | Dallet                   | Gilles Voldoire      | 5                                   | 6793                      | 30.12                         | 225,50 |
| Communauté de communes                                                       | CC Thiers Communauté                         | 246301063         | FA                | 10/12/1999        | Thiers                   | Abdelhraman Meftah   | 4                                   | 15117                     | 107.32                        | 140,90 |
| Communauté de communes                                                       | CC Livradois Porte d'Auvergne                | 246300941         | FPU               | 16/12/1999        | Grandrif                 | Daniel Barrier       | 4                                   | 2055                      | 107.18                        | 19,20  |
| Communauté de communes                                                       | CC Limagne Bords d'Allier                    | 246301030         | FPU               | 15/12/1999        | Maringues                | Dominique Busson     | 5                                   | 5182                      | 88.41                         | 58,60  |
| Communauté de communes                                                       | CC du Bassin minier Montagne                 | 246301139         | FPU               | 17/11/2000        | Brassac-les-Mines        | Yves-Serge Croze     | 10                                  | 6728                      | 88.65                         | 75,90  |
| Communauté de communes                                                       | CC des Coteaux de Randan                     | 246301121         | FPU               | 15/09/2000        | Randan                   | Didier Chassain      | 8                                   | 5544                      | 115.81                        | 47,90  |
| Communauté de communes                                                       | CC Issoire Communauté                        | 246301170         | FPU               | 23/12/2002        | Issoire                  | Bertrand Barraud     | 5                                   | 16404                     | 53.16                         | 308,60 |
| Communauté de communes                                                       | CC Volvic Sources et Volcans                 | 246301162         | FPU               | 10/12/2002        | Volvic                   | Frédéric Bonnichon   | 7                                   | 17455                     | 166.91                        | 104,60 |
| Communauté de communes                                                       | CC Allier Comté Communauté                   | 246301154         | FPU               | 01/01/2003        | Vic-le-Comte             | Gilles Paulet        | 7                                   | 7619                      | 94.84                         | 80,30  |
| Communauté de communes                                                       | CC Pontgibaud Sioule et Volcans              | 200023331         | FPU               | 01/01/2010        | Pontgibaud               | Lionel Muller        | 7                                   | 4209                      | 150.80                        | 27,90  |
| Communauté de communes                                                       | CC entre Allier et Bois Noirs                | 200023489         | FA                | 01/01/2010        | Puy-Guillaume            | Bernard Vignaud      | 7                                   | 6468                      | 129.80                        | 49,80  |
| Communauté de communes                                                       | CC du Pays de Saint-Éloy-les-Mines           | 200035178         | FPU               | 01/01/2013        | Saint-Éloy-les-Mines     | Marie-Thérèse Sikora | 9                                   | 7472                      | 158.83                        | 47,00  |
| Communauté de communes                                                       | CC de Billom - Saint-Dier / Vallée du Jauron | 200035020         | FPU               | 01/01/2013        | Billom                   | Gérard Guillaume     | 21                                  | 17749                     | 246.36                        | 72,00  |
| Intercommunalité dont le siège est situé dans le département de l'Allier (1) |                                              |                   |                   |                   |                          |                      |                                     |                           |                               |        |
| Communauté de communes                                                       | CC du Pays de Marcillat-en-Combraille        | 240300624         | FA                | 31/12/2000        | Marcillat-en-Combraille  | Christian Chito      | 1 (EPCI complet : 12 dép2 : Allier) | 275 (EPCI complet : 4575) | 17,37 (EPCI complet : 209.97) | 21,80  |
| TOTAL département                                                            | TOTAL département                            | TOTAL département | TOTAL département | TOTAL département | TOTAL département        | TOTAL département    | 470                                 | 644 216                   | 7 970                         | [ 20 ] |

1. ↑  FA : Fiscalité additionnelle - FPU : Fiscalité professionnelle unique.

### Anciennes intercommunalités
- Communauté de communes de Billom-Saint-Dier
- Communauté de communes de la Vallée du Jauron

## Projet de réforme intercommunale

### Contexte
La loi no 2015-991 du 7 août 2015 portant nouvelle organisation territoriale de la République, dite « loi NOTRe », impose un seuil minimal de 15 000 habitants pour une intercommunalité, avec un seuil réduit à 5 000 habitants pour les communes de montagne. Le préfet a prévu de passer le nombre d'EPCI de 44 à 14.
En dehors de Clermont Communauté, communauté d'agglomération qui devient communauté urbaine, seule la communauté de communes Entre Dore et Allier ne change pas de périmètre.

### Une réforme imposée

#### Les seuils de population
Différents seuils sont établis pour qu'une intercommunalité puisse subsister conformément à la loi NOTRe.
| Conditions | Seuil       |
| --- | ----------- |
| 50 % des communes en zone de montagne                                                                              | 5 000 hab.  |
| densité de l'EPCI inférieure à 30 % de la densité nationale (103,4 hab./km2)                                       | 5 000 hab.  |
| densité de l'EPCI inférieure à 30 % de la densité nationale et densité départementale inférieure à celle nationale | 11 605 hab. |
| EPCI issu d'une fusion intervenue entre le 1er janvier 2012 et la publication de la loi NOTRe                      | 12 000 hab. |
| Autres cas | 15 000 hab. |

1. ↑  Ce qui est le cas pour le département du Puy-de-Dôme, puisque la densité départementale, de 80 hab./km2, est inférieure à la densité nationale (103,4 hab./km2).

#### Conséquences financières
Les communautés de communes, en l'état actuel (2015), présentaient un fort écart de potentiel fiscal, variant de 72 euros par habitant pour la CC des Coteaux de l'Allier à 983 euros par habitant pour la CC d'Issoire, avec une moyenne de 199,2 euros. La nouvelle carte intercommunale réduit les écarts, variant cette fois-ci de 116 à 430 euros par habitant avec une moyenne de 230 euros par habitant.

### Les nouvelles intercommunalités prévues en 2017
Le SDCI prévoit quatorze intercommunalités. Un seul changement survient entre la présentation du projet et son adoption en mars 2016 : l'intégration de la commune cantalienne de Montgreleix,.
| No projet | Intercommunalités | Communes (dont montagne) | Population (municipale 2013) | Densité (hab./km2) |
| --------- | --- | ------------------------ | ---------------------------- | ------------------ |
| 1         | Coteaux de Randan + Limagne Bords d'Allier + Nord Limagne | 25 (0)                   | 20 462                       | 57,99              |
| 2         | Entre Dore et Allier | 14 (0)                   | 18 147                       | 79,21              |
| 3         | Entre Allier et Bois Noirs + Montagne Thiernoise + Pays de Courpière + Thiers communauté | 30 (24)                  | 37 306                       | 59,75              |
| 4         | Haut-Livradois + Livradois Porte d'Auvergne + Pays d'Ambert + Pays d'Arlanc + Pays de Cunlhat + Pays d'Olliergues + Vallée de l'Ance                                                          | 58 (58)                  | 28 073                       | 22,33              |
| 5         | Ardes Communauté (moins La Godivelle) + Bassin minier Montagne + Coteaux de l'Allier + Couze Val d'Allier + Issoire Communauté + Lembron Val d'Allier + Pays de Sauxillanges + Puys et Couzes | 90 (44)                  | 54 809                       | 54                 |
| 6         | Massif du Sancy (plus les communes de La Godivelle, Saint-Genès-Champespe, du Vernet-Sainte-Marguerite et de Montgreleix)                                                                     | 20 (20)                  | 9 693                        | 16,12              |
| 7         | Rochefort-Montagne + Sancy-Artense Communauté (moins la commune de Saint-Genès-Champespe) | 26 (26)                  | 12 151                       | 18,34              |
| 8         | Haute Combraille + Pontgibaud Sioule et Volcans + Sioulet-Chavanon | 36 (36)                  | 12 996                       | 15,47              |
| 9         | Cœur de Combrailles + Pays de Saint-Éloy-les-Mines + Pionsat + communes de Menat, Neuf-Église, Servant, Teilhet et Virlet                                                                     | 34 (34)                  | 16 140                       | 23,61              |
| 10        | Côtes de Combrailles + Manzat communauté + communes de Blot-l'Église, Lisseuil, Marcillat, Pouzol, Saint-Gal-sur-Sioule, Saint-Pardoux, Saint-Quintin-sur-Sioule, Saint-Rémy-de-Blot          | 29 (22)                  | 18 132                       | 42,46              |
| 11        | Limagne d'Ennezat + Riom-Communauté + Volvic Sources et Volcans | 31 (8)                   | 64 907                       | 161,53             |
| 12        | Allier Comté Communauté + Les Cheires (moins Le Vernet-Sainte-Marguerite) + Gergovie Val d'Allier Communauté                                                                                  | 28 (10)                  | 39 443                       | 117,56             |
| 13        | Billom - Saint-Dier / Vallée du Jauron + Mur ès Allier | 26 (8)                   | 25 165                       | 91                 |
| 14        | Clermont Auvergne Métropole | 21 (5)                   | 283 680                      | 944                |

1. ↑  Communes de la communauté de communes du Pays de Menat situées à l'ouest de la Sioule.
2. ↑  Communes de la communauté de communes du Pays de Menat situées à l'est de la Sioule.

Les noms des nouvelles intercommunalités sont dévoilés par des arrêtés préfectoraux.
| No projet | Nom du nouvel EPCI                 | Siège                | Arrêté préfectoral                                 |
| --------- | ---------------------------------- | -------------------- | -------------------------------------------------- |
| 1         | CC Plaine Limagne                  | Aigueperse           | AP fusion du 13 décembre 2016                      |
| 2         | CC Entre Dore et Allier            | Lezoux               | périmètre inchangé                                 |
| 3         | CC Thiers Dore et Montagne         | Thiers               | AP fusion du 12 décembre 2016                      |
| 4         | CC Ambert Livradois Forez          | Ambert               | AP fusion du 12 décembre 2016                      |
| 5         | CA Agglo Pays d'Issoire            | Issoire              | AP fusion du 6 décembre 2016                       |
| 6         | CC Massif du Sancy                 |                      |                                                    |
| 7         | CC Dômes Sancy Artense             | Rochefort-Montagne   | AP fusion du 1er décembre 2016                     |
| 8         | CC Chavanon Combrailles et Volcans | Pontaumur            | AP fusion du 13 décembre 2016                      |
| 9         | CC du Pays de Saint-Éloy           | Saint-Éloy-les-Mines | AP fusion du 19 décembre 2016 modifié par AP du 22 |
| 10        | CC Combrailles Sioule et Morge     | Manzat               | AP fusion du 19 décembre 2016 modifié par AP du 22 |
| 11        | CC Riom Limagne et Volcans         | Riom                 | AP fusion du 12 décembre 2016                      |
| 12        | CC Mond'Arverne Communauté         | Veyre-Monton         | AP fusion du 1er décembre 2016                     |
| 13        | CC Billom Communauté               | Billom               | AP fusion du 10 novembre 2016                      |
| 14        | Clermont Auvergne Métropole        | Clermont-Ferrand     | AP transformation du 16 décembre 2016              |

CC : communauté de communes, CA : communauté d'agglomération, CU : communauté urbaine.
AP fusion : arrêté préfectoral prononçant la fusion, AP transformation : arrêté préfectoral prononçant la transformation en communauté urbaine.
Nom et siège provisoires pour la communauté de communes du Pays de Saint-Éloy.

### Compétences
Toutes les communautés de communes possèdent les compétences du développement économique et de l'aménagement de l'espace. Les nouvelles intercommunalités (hors Clermont Communauté possédant des compétences obligatoires supplémentaires) acquerront en totalité :
- au 1er janvier 2017, la promotion du tourisme, l'aire d'accueil des gens du voyage, ainsi que la collecte et le traitement des déchets ménagers ;
- au 1er janvier 2018, les milieux aquatiques et les inondations (GEMAPI) ;
- au 1er janvier 2020, l'eau et l'assainissement.